# Château de Colembert
Le château Colembert est un château situé sur la commune de Colembert dans le département du Pas-de-Calais.

## Historique
La terre de Colembert fut érigée en marquisat en faveur de Gabriel de Maulde par Louis XIV. 
Anne-Louise d'Isques l'apporta en mariage au comte Charles Philippe de Sainte-Aldegonde (1729-1789), qu'elle épousa en 1763.
Le château actuel fut construit entre 1776 et 1784 par l'architecte boulonnais Giraud Sannier pour le comte Charles Philippe de Sainte-Aldegonde à l'emplacement d'un ancien château.
Il fut saisi et vendu comme bien national pendant la Terreur.
Louis-Charles de Sainte-Aldegonde (1766-1837), fils des anciens propriétaires, put racheter le château. 
Il épousa en 1788 Joséphine-Marie du Bouchet de Sourches, fille de Louise-Élisabeth de Croÿ de Tourzel et petite-fille de Louis II du Bouchet de Sourches. 
Leur fille Marie Antoinette Gabrielle de Sainte-Aldegonde (1793-1874) leur succède à Colembert. Elle épouse en 1817 Artus Gabriel Jean Hugues de Cossé Brissac (1790-1857).  
Le 17 octobre 1870, la cérémonie de mariage entre Hélène de Pérusse des Cars (1847-1933), petite-fille de Marie Antoinette Gabrielle de Sainte-Aldegonde, de Noircarmes d'Hust, comtesse de Cossé-Brissac, et Henry Noailles Widdrington Standish (1847–1920), Lord of the Manor of Standish, se déroule au château de Colembert.
Le descendant de Louis-Charles de Sainte-Aldegonde, le baron Olivier Law de Lauriston-Boubers, en est l’actuel propriétaire.

### Protection
Le monument fait l’objet d’un classement au titre des monuments historiques depuis le 2 avril 1980.